# Utrecht (Sudafrica)
Utrecht è un centro abitato del Sudafrica, situato nella provincia del KwaZulu-Natal.

## Storia
Fondata nel 1853, prende il nome dal suo omonimo olandese. Dal 1854 al 1858 costituì la Repubblica di Utrecht, poi nel 58 fu integrata nella Repubblica di Lydenburg prima di essere annessa alla Repubblica del Transvaal nel 1860.